# Pleurodonte desidens
Pleurodonte desidens foi uma espécie de gastrópode de concha lenticular da família Pleurodontidae.
Foi endêmica da Martinica.